# 戈爾尼亞克 (頓涅茨克州)
戈爾尼亞克（羅馬化：Hirnyk，發音：[ɦ⁽ʲ⁾irˈnɪk]），或按烏克蘭語名譯希爾尼克，是乌克兰顿涅茨克州波克羅夫斯克區库拉霍韦市镇内的城市。該市距離法理上的州府頓涅茨克34公里，始建於1938年，面積5.1平方公里，海拔高度195米，2022年人口数量为10,357人。
俄罗斯入侵乌克兰期间，俄军于2024年10月底随着波克罗夫斯克攻势的推进占领了戈尔尼亚克。